# Pachygrapsus minutus
Pachygrapsus minutus is een krabbensoort uit de familie van de Grapsidae. De wetenschappelijke naam van de soort werd in 1873 voor het eerst geldig gepubliceerd door Alphonse Milne-Edwards.